# Guthanahalli, Sagar
Guthanahalli là một làng thuộc tehsil Sagar, huyện Shimoga, bang Karnataka, Ấn Độ.